# Geophilus becki
Geophilus becki is een duizendpotensoort uit de familie van de Geophilidae. De wetenschappelijke naam van de soort is voor het eerst geldig gepubliceerd in 1951 door Chamberlin.